# 88 Fingers Louie
88 Fingers Louie ist eine US-amerikanische Hardcore-Punk-Band aus Chicago, die im Frühjahr 1993 gegründet wurde.

## Geschichte
Der Name der Band ist der Name eines Klavierdiebes aus der Zeichentrickserie Familie Feuerstein. Schon im Gründungsjahr 1993 veröffentlichten 88 Fingers Louie ihre erste Single Wanted in eigener Produktion mit der Besetzung Dan Wlekinski (Gitarre/Bandleader), Dennis Buckley (Gesang) und Dom Vallone (Schlagzeug). Danach folgten einige Veröffentlichungen auf Samplern, ehe sie 1994 bei Fat Wreck Chords anheuerten. Ihr erstes Album Behind Bars veröffentlichten sie 1995 bei Hopeless Records. Es folgte 1996 eine Tournee durch Nordamerika und Europa.
Während ihrer Tour zerstritt sich die Band jedoch und löste sich auf, was Fat Wreck Chords nicht daran hinderte, im Februar 1997 das Album The Dom Years zu veröffentlichen. Ebenfalls während ihrer Trennungszeit veröffentlichte Hopeless Records alle alten Lieder neu und brachte mit Up Your Ass im April 1997 eine Zusammenstellung mit unveröffentlichten Songs heraus.
Eineinhalb Jahre später entschlossen sich Dennis Buckley und Dan Wlekinski jedoch dazu, ihr 88-Fingers-Louie-Projekt wieder aufzunehmen und holten zu diesem Zweck Joe Principe (Bass) und Glenn Porter (Schlagzeug), der später durch John Carrol ersetzt wurde, ins Boot. Es folgte das Album Back on the Streets 1998. Danach kamen noch einige Veröffentlichungen zusammen mit Kid Dynamite, ehe sie sich wieder trennten. Dan und Joe waren später Mitbegründer der Hardcore-Band Rise Against, ebenfalls aus Chicago. Jedoch verließ Dan (der bei Rise Against unter dem Namen Mr. Precision auftrat) die Band 2001 wieder. Seitdem spielt er bei Break the Silence.
Am 15. August 2009 spielten sie in Chicago eine Reunion-Show in der ausverkauften Bottom Lounge, welche etwas später auch als Live-CD unter dem Namen Lives herauskam, und sind seit dem wieder unter folgendem Line Up unterwegs:
- Mr. Precision – Gitarre, Background-Gesang
- Denis Buckley – Lead-Gesang
- John Carroll – Schlagzeug, Background-Gesang
- John Contreras – Bass, Background-Gesang